# Прапор Теребовлянського району
Пра́пор Теребовля́нського райо́ну — офіційний символ Теребовлянського району Тернопільської області, затверджений 7 жовтня 2010 року рішенням сесії Теребовлянської районної ради. Автором проекту прапора є Андрій Гречило.

## Опис
Прапор являє собою прямокутне синє полотнище із співвідношенням сторін 2:3, з двома жовтими вертикальними смугами (співвідношення всіх смуг 1:1:2:1:1), у центрі середньої розміщено жовтий двозуб князя Василька з білим лапчастим хрестом угорі.